# Замятин, Леонид Митрофанович
Леони́д Митрофа́нович Замя́тин (9 марта 1922, Нижнедевицк, Воронежская губерния — 19 июня 2019) — советский государственный и партийный деятель и дипломат. Лауреат Ленинской премии (1978).

## Биография
В 1941 году начал работать слесарем на московском авиационном заводе. В 1944 году окончил Московский авиационный институт, в 1946 году — Высшую дипломатическую школу МИД СССР. В 1944 году вступил в ВКП(б).
С 1946 года работал в МИД СССР. В 1946—1948 годах — атташе, третий секретарь 3-го Европейского отдела. В 1948—1949 годах — второй секретарь Секретариата заместителя Министра иностранных дел СССР. В 1949—1952 годах — второй, первый секретарь Секретариата Министра иностранных дел СССР. В 1952—1953 годах — помощник заведующего отделом 3-го Европейского отдела. В 1953—1957 годах — первый секретарь, советник постоянного представительства СССР при ООН (Нью-Йорк). Стал непосредственным свидетелем смерти А. Вышинского.
В 1957—1959 годах — заместитель постоянного представителя СССР в Международном агентстве по атомной энергии Василия Емельянова (Вена). В 1959—1960 годах — постоянный представитель СССР в Международном агентстве по атомной энергии, член Совета управляющих. В 1960—1962 годах — заместитель заведующего Отделом стран Америки МИД СССР. В 1962—1970 годах — член Коллегии МИД СССР, заведующий Отделом печати. В 1967 году рассматривался на пост главы советской разведки. С 1967 имел ранг чрезвычайного и полномочного посла.
С 20 апреля 1970 по 16 февраля 1978 года являлся генеральным директором ТАСС. В 1971—1976 годах — член Центральной ревизионной комиссии КПСС. В 1976—1990 годах — член ЦК КПСС. В 1972 году был избран первым президентом общества «СССР — ФРГ». Вместе с Виталием Игнатенко написал сценарий документального фильма о Леониде Брежневе «Повесть о коммунисте» (1976). В 1977—1978 годах являлся руководителем авторской группы, работавшей над воспоминаниями Брежнева, которые были опубликованы в 1978 году в журнале «Новый мир», а в 1983 году вышли отдельной книгой. В 1978—1986 годах — заведующий Отделом международной информации ЦК КПСС.
С апреля 1986 по октябрь 1991 года — чрезвычайный и полномочный посол СССР в Великобритании. С 1991 года на пенсии. Похоронен на Кунцевском кладбище (уч. 10). В 2000-х годах был вице-президентом Общероссийской общественной организации "Академия проблем безопасности, обороны и правопорядка" (прекратила свою деятельность в 2008 году).

П. Абрасимов, А. Дорофеев и Л. М. Замятин в посольстве СССР 23 февраля 1983 года

Депутат Совета Национальностей Верховного Совета СССР 9-11 созывов (1974—1989) от Татарской АССР.

## Награды
Награждён орденом Трудового Красного Знамени, орденом Ленина (1971), медалями «За доблестный труд в Великой Отечественной войне 1941—1945 гг.», «За доблестный труд. В ознаменование 100-летия со дня рождения Владимира Ильича Ленина» и «В память 800-летия Москвы». Лауреат Ленинской премии (1978).

## Сочинения
- Горби и Мэгги. Записки посла о двух известных политиках — М. Горбачёве и М. Тетчер. — М., 1995. — 182 с.